# ۷۴۴ (خورشیدی)
۷۴۴ هفتصد و چهل و چهارمین سال هجری خورشیدی است.